# Светулки
Вижте пояснителната страница за други значения на Светулка.
Светулките (Lampyridae) са насекоми от разред Coleoptera. Те излъчват светлина, за да привличат партньори или да ловуват. Светещи органи имат мъжките, женските индивиди и ларвите. Мъжките имат добре развити крила и достигат до дължина 4,5 cm. Безкрилите червейовидни женски достигат до 4,8 cm. Ларвите приличат на тях. Светулките са полезни хищници, които унищожават различни вредители. Най-хищни от светулките са ларвите, които нападат сухоземни охлюви, гъсеници и червеи с меко тяло; безгръбначни лазещи животни.
Светещите органи са разположени най-често в задната част на коремчето на светулките. Самото светене се извършва чрез окислителен химичен процес, при който 98% от използваната енергия се превръща в светлина.
По света са регистрирани над 2000 вида светулки. В България се срещат няколко вида. Най-едрата от тях е голямата светулка. При нея дори яйцата излъчват слаба светлина.
Светулките са най-активни през месеците юни и юли. Срещат се из цяла Европа. Те живеят в храсталаците, ливадите и най-вече по хълмовете. Женската светулка няма крила и прилича много на червей. Нощем тя изпълзява от дупката, в която се крие през деня и увисва на някое клонче или лист. Свива глава и повдига края на коремчето си, което започва да свети, за да привлече мъжкия.
Женските снасят яйцата върху мъх или в основата на тревните туфи, а ларвите се превръщат в истински светулки чак след три години. Ларвите се хранят с голи охлюви. Светулката и светещият червей са от едно и също семейство. При подходящи условия човек може да види светлината на светулките от около 90 метра. Женските светулки светят само когато трябва да привлекат мъжкия, и угасват, в случай че се почувстват заплашени. Малките светулки светят единствено когато искат да прогонят нападател.
През топлите летни нощи човек може да види светулките. Понякога в мрака светва и угасва своето „фенерче“ летяща мъжка светулка. Другаде сред тревата блести безкрилна женска светулка.

## Класификация
- Подсемейство Cyphonocerinae
- Подсемейство Lampyrinae
- Подсемейство Luciolinae
- Подсемейство Ototetrinae
- Подсемейство Photurinae
- incertae sedis:
  - Род Oculogryphus
  - Род Pterotus LeConte, 1859

### В България
В България се срещат 6 вида светулки:
1. Lampyris noctiluca
2. Lampyris zenkeri
3. Lamprohiza splendidula
4. Lampyroidea dispar
5. Luciola lusitanica
6. Phosphaenus hemipterus